# Emir Kujović
Emir Kujović (cyrylica: Емир Кујовић, ur. 22 czerwca 1988 w Bijelo Polje) – szwedzki piłkarz czarnogórskiego pochodzenia występujący na pozycji napastnika, zawodnik Djurgårdens IF. W latach 2015–2016 reprezentant Szwecji.

## Życiorys

### Kariera klubowa
Wychowanek Landskrona BoIS, w swojej karierze grał także w takich klubach jak Halmstads BK, Falkenbergs FF, Kayserispor, Elazığspor, IFK Norrköping, KAA Gent oraz Fortuna Düsseldorf.
13 sierpnia 2019 podpisał dwuipółletni kontrakt z Djurgårdens IF.

### Kariera reprezentacyjna
W 2009–2010 reprezentant Szwecji w kategorii U-21. W seniorskiej reprezentacji Szwecji zadebiutował 6 stycznia 2016 na stadionie Armed Forces Stadium (Abu Zabi, Zjednoczone Emiraty Arabskie) w zremisowanym 1:1 meczu towarzyskim przeciwko Estonii.
Znalazł się w kadrze na Mistrzostwa Europy 2016.